# Скригівська сільська рада
Скригівська сільська́ ра́да — адміністративно-територіальна одиниця та орган місцевого самоврядування в Горохівському районі Волинської області. Адміністративний центр — село Скригове.

## Загальні відомості
Скригівська сільська рада утворена 22 грудня 1986 року.
- Територія ради: 17,56 км².
- Населення ради: 676 осіб (станом на 2001 рік). Кількість дворів — 204.
- Територією ради протікає річка Судилівка.

## Населені пункти
Сільраді підпорядковані населені пункти:
- с. Скригове
- с. Пильгани

## Населення
Згідно з переписом УРСР 1989 року чисельність наявного населення сільської ради становила 705 осіб, з яких 309 чоловіків та 396 жінок.
За переписом населення України 2001 року в сільській раді мешкало 676 осіб.

### Мова
Розподіл населення за рідною мовою за даними перепису 2001 року:
| Мова       | Відсоток |
| ---------- | -------- |
| українська | 99,41 %  |
| російська  | 0,44 %   |
| молдовська | 0,15 %   |

## Господарська діяльність
У Скригівській сільській раді працює 2 школи: 1 початкових і 1 неповна середня, бібліотека, сільський клуб, музей, 2 медичні заклади, 1 відділення зв'язку, 2 АТС на 7 номерів, 4 торговельних заклади.
По території ради проходить О030212.

## Склад ради
Рада складається з 12 депутатів та голови.
- Голова ради: Заєць Алла Валеріївна
- Секретар ради:

### Керівний склад попередніх скликань
| Прізвище, ім'я, по батькові      | Основні відомості                                                                                  | Дата обрання | Дата звільнення |
| -------------------------------- | -------------------------------------------------------------------------------------------------- | ------------ | --------------- |
| Шанковська Наталія Олександрівна | Сільський голова, 1967 року народження, освіта вища, член Української Народної Партії              | 26.03.2006   | 31.10.2010      |
| Шанковська Наталія Олександрівна | Сільський голова, 1967 року народження, освіта вища, член Всеукраїнського об'єднання «Батьківщина» | 31.10.2010   | 30.01.2015      |
| Заєць Алла Валеріївна            | Сільський голова, 1977 року народження, освіта професійно-технічна, безпартійна                    | 25.10.2015   |                 |

Примітка: таблиця складена за даними сайту Верховної Ради України та ЦВК

### Депутати VII скликання
За результатами місцевих виборів 2015 року депутатами ради стали:

#### За суб'єктами висування
| Суб'єкт висування      | Кількість обраних депутатів | %     |
| ---------------------- | --------------------------- | ----- |
| Самовисування          | 11                          | 91.67 |
| Аграрна партія України | 1                           | 8.33  |

#### За округами
| № округу | Прізвище, ім'я, по батькові      | Ким висунуто           | Дата нар.  | Освіта              | Партійна приналежність | Відомості                                           |
| -------- | -------------------------------- | ---------------------- | ---------- | ------------------- | ---------------------- | --------------------------------------------------- |
| 1        | Савчук Любов Станіславівна       | Самовисування          | 20.04.1974 | професійно-технічна | безпартійна            | Не працює                                           |
| 2        | Даньчук Ганна Йосифівна          | Аграрна партія України | 04.09.1960 | професійно-технічна | безпартійна            | Скригівська сільська рада, секретар сільської ради  |
| 3        | Фарина Леся Михайлівна           | Самовисування          | 07.09.1950 | професійно-технічна | безпартійна            | Не працює, пенсіонер                                |
| 4        | Волошин Анатолій Іванович        | Самовисування          | 22.01.1962 | професійно-технічна | безпартійний           | Не працює                                           |
| 5        | Шостак Людмила Іванівна          | Самовисування          | 02.08.1980 | професійно-технічна | безпартійна            | Клуб с. Скригове, завідувач                         |
| 6        | Теслюк Ольга Володимирівна       | Самовисування          | 10.08.1993 | професійно-технічна | безпартійна            | ФАП с. Скригове, завідувач                          |
| 7        | Андрущак Зінаїда Аркадіївна      | Самовисування          | 30.01.1964 | вища                | безпартійна            | Скригівська ЗОШ І-ІІ ст., вчитель початкових класів |
| 8        | Шостак Ольга Богданівна          | Самовисування          | 03.05.1986 | професійно-технічна | безпартійна            | Не працює                                           |
| 9        | Маковська Галина Василівна       | Самовисування          | 20.09.1964 | загальна середня    | безпартійна            | Не працює                                           |
| 10       | Коляда Валентина Аркадіївна      | Самовисування          | 01.07.1960 | загальна середня    | безпартійна            | Не працює                                           |
| 11       | Самоград Наталія Андріївна       | Самовисування          | 14.10.1968 | вища                | безпартійна            | Пильганівська ЗОШ, директор                         |
| 12       | Терновик Володимир Каністратович | Самовисування          | 07.09.1961 | загальна середня    | безпартійний           | Не працює                                           |